# Roberto Colombo
Roberto Colombo (Casatenovo, 5 januari 1927 - Circuit Spa-Francorchamps 6 juli 1957) was een Italiaans motorcoureur. 

## Carrière
Roberto Colombo's racecarrière werd in eerste instantie onderbroken door de Tweede Wereldoorlog. Voor die tijd reed hij nationale wedstrijden in Italië. Na de oorlog racete hij enkele jaren met een Mondial.
Zijn WK-carrière wordt gekenmerkt door veel optredens voor fabrieksteams, maar altijd als backup-rijder of als invaller. Daarom kwam hij in de eerste helft van de jaren vijftig bijna uitsluitend in de tweede seizoenshelft aan de start. In het seizoen 1956 trad hij in dienst van MV Agusta, dat hem aan het begin van het seizoen in de 125- en de 250cc-klasse liet rijden en aan het einde in de 350- en de 500cc-klasse. 

### 1949
Toen in 1949 het wereldkampioenschap wegrace werd ingesteld, namen veel privérijders nog uitsluitend aan hun thuis-Grand Prix deel. Voor Roberto Colombo was dat de Grand Prix des Nations die op het circuit van Monza verreden werd. Hij startte in de 250cc-klasse met een Moto Guzzi Albatros, maar haalde de finish niet. 

### 1950
In 1950 startte hij met de Moto Guzzi in de Grand Prix van Zwitserland, waar hij net geen punten scoorde omdat hij zevende werd. 

### 1952
In 1951 startte hij in geen enkele WK-race, maar in 1952 kreeg hij van NSU een 125cc-NSU Rennfox en een 250cc-NSU Rennmax om deel te nemen aan de Duitse Grand Prix. Hij blesseerde zich echter tijdens de trainingen waarna NSU zijn Rennfox aan Werner Haas gaf, die er de race mee won. In de GP des Nations kreeg hij de NSU's opnieuw. In de 125cc-klasse viel hij uit, maar in de 250cc-klasse werd hij vijfde. Daardoor eindigde hij als zestiende in het 250cc-wereldkampioenschap van 1952. 

### 1954
Ook 1953 sloeg hij weer over. In 1954 reed hij een 125cc-MV Agusta Monoalbero 125, waarmee hij in Italië uitviel, maar in de Grand Prix van Spanje werd hij tweede achter Tarquinio Provini. Hij werd negende in de 125cc-klasse van het WK van 1954. Met de Moto Guzzi reed hij in Zwitserland, waar hij vijfde werd, en in Italië, waar hij vierde werd. In het 250 cc wereldkampioenschap werd hij achtste. 

### 1955
Toen AJS en Norton zich teruggetrokken hadden, was Moto Guzzi in de 350cc-klasse zonder concurrentie. Zeer waarschijnlijk was hij in dit jaar fabriekscoureur voor Moto Guzzi, want privérijders konden niet beschikken over een Moto Guzzi Monocilindrica 350. In de 250cc-klasse startte hij alleen in Italië, waar hij zevende werd. In de 350cc-klasse pakte hij het serieuzer aan. Hij startte niet in Spanje, maar in de TT van Assen werd hij derde, in de Grand Prix van België werd hij vijfde en in Italië zesde. Daardoor sloot hij het wereldkampioenschap van 1955 als tiende af. 

### 1956
In 1956 stapte hij over als fabrieksrijder naar MV Agusta. Met de MV Agusta 250 Monocilindrica Bialbero werd hij tweede in de Lightweight TT op het eiland Man. In Assen werd hij vierde. In het vervolg van het seizoen startte hij niet meer in de 250cc-klasse. In de 350cc-klasse startte hij met een MV Agusta 350 4C in Italië, waar hij derde werd. In het wereldkampioenschap van 1956 eindigde hij als vierde in de 250- en als elfde in de 350cc-klasse. 

### 1957
Intussen waren de Italiaanse teams in de zware klassen aangewezen op coureurs die bekend waren met de Snaefell Mountain Course, het 60 km lange circuit waar de Isle of Man TT werd verreden. Maar de lichte klassen, de Ultra-Lightweight TT en de Lightweight TT, werden op een korte versie gereden, de Clypse Course, waar de Italianen niet in het nadeel waren. Daar konden Italiaanse coureurs als Carlo Ubbiali en Tarquinio Provini en de Zwitser Luigi Taveri successen boeken. In 1957 maakte Colombo ook weer deel uit van het fabrieksteam van MV Agusta, waardoor hij in alle wedstrijden kon starten. In de 125cc-klasse maakte Provini met de Mondial 125 Bialbero de dienst uit, maar in Duitsland werd Colombo derde achter Ubbiali met de MV en Provini. In de Ultra-Lightweight TT werd Colombo zesde en in Assen tweede. In de 250cc-klasse werd Colombo in Duitsland tweede en in de Lightweight TT derde. 

## Overlijden
Het zag ernaar uit dat 1957 een uitstekend seizoen zou worden. In de 250cc-klasse bezette hij de tweede plaats achter Cecil Sandford met de Mondial. Tijdens de trainingen van de Belgische Grand Prix op het circuit Spa-Francorchamps overleed hij na een zware crash toen hij de MV Agusta 350 viercilinder testte. Het ongeluk gebeurde bij de ingang van de S-bochten bij Stavelot. De training werd niet stilgezet en de ambulance die Roberto Colombo meenam moest tussen een aantal trainende zijspancombanaties door laveren. Roberto overleed echter nog onderweg naar het ziekenhuis. MV Agusta trok de Italiaanse rijders Umberto Masetti en Fortunato Libanori terug uit de races, maar de "buitenlanders" John Surtees, John Hartle en Luigi Taveri namen wel deel aan de wedstrijden.

## Wereldkampioenschap wegrace resultaten
| Jaar | Klasse | Team       | Motorfiets                  | 1       | 2     | 3     | 4     | 5       | 6       | 7       | 8       | 9     | Punten | Plaats | Wereldkampioen                                       |
| ---- | ------ | ---------- | --------------------------- | ------- | ----- | ----- | ----- | ------- | ------- | ------- | ------- | ----- | ------ | ------ | ---------------------------------------------------- |
| 1949 | 250 cc | Privé      | Moto Guzzi Albatros         | IOM -   | ZWI - |       |       | ULS -   | NAT DNF |         |         |       | 0      | -      | Bruno Ruffo, Moto Guzzi Gambalunghino                |
| 1950 | 250 cc | Privé      | Moto Guzzi Albatros         | IOM -   |       |       | ZWI 7 | ULS -   | NAT -   |         |         |       | 0      | -      | Dario Ambrosini, Benelli                             |
| 1952 | 125 cc | NSU        | Rennfox                     |         | IOM - | NED - |       | DUI DNS | ULS -   | NAT DNF | SPA -   |       | 0      | -      | Cecil Sandford, MV Agusta 125 Bialbero               |
| 1952 | 250 cc | NSU        | Rennmax                     | ZWI -   | IOM - | NED - |       | DUI DNS | ULS -   | NAT 5   |         |       | 2      | 16e    | Enrico Lorenzetti, Moto Guzzi Gambalunghino          |
| 1954 | 125 cc | Privé      | MV Agusta 125 Monoalbero    |         | IOM - | ULS - |       | NED -   | DUI -   |         | NAT DNF | SPA 2 | 6      | 9e     | Rupert Hollaus, NSU Rennfox                          |
| 1954 | 250 cc | Moto Guzzi | 250 Bialbero                | FRA -   | IOM - | ULS - |       | NED -   | DUI -   | ZWI 5   | NAT 4   |       | 5      | 8e     | Werner Haas, NSU Rennmax                             |
| 1955 | 250 cc | Moto Guzzi | 250 Bialbero                |         |       | IOM - | DUI - |         | NED -   | ULS -   | NAT 7   |       | 0      | -      | Hermann Paul Müller, NSU Sportmax                    |
| 1955 | 350 cc | Moto Guzzi | Monocilindrica 350          |         | FRA - | IOM - | DUI - | BEL 5   | NED -   | ULS -   | NAT 6   |       | 7      | 10e    | Bill Lomas, Moto Guzzi Monocilindrica 350            |
| 1956 | 125 cc | MV Agusta  | 125 Bialbero                | IOM DNF | NED - | BEL - | DUI - | ULS -   | NAT -   |         |         |       | 0      | -      | Carlo Ubbiali, MV Agusta 125 Bialbero                |
| 1956 | 250 cc | MV Agusta  | 250 Monocilindrica Bialbero | IOM 2   | NED 4 | BEL - | DUI - | ULS -   | NAT -   |         |         |       | 9      | 4e     | Carlo Ubbiali, MV Agusta 250 Monocilindrica Bialbero |
| 1956 | 350 cc | MV Agusta  | 350 4C                      | IOM -   | NED - | BEL - | DUI - | ULS -   | NAT 3   |         |         |       | 4      | 11e    | Bill Lomas, Moto Guzzi Monocilindrica 350            |
| 1956 | 500 cc | MV Agusta  | 500 4C                      | IOM -   | NED - | BEL - | DUI - | ULS -   | NAT 7   |         |         |       | 0      | -      | John Surtees, MV Agusta 500 4C                       |
| 1957 | 125 cc | MV Agusta  | 125 Bialbero                | DUI 3   | IOM 6 | NED 2 | BEL - | ULS -   | NAT -   |         |         |       | 11     | 5e     | Tarquinio Provini, Mondial 125 Bialbero              |
| 1957 | 250 cc | MV Agusta  | 250 Monocilindrica Bialbero | DUI 2   | IOM 3 | NED - | BEL - | ULS -   | NAT -   |         |         |       | 10     | 4e     | Cecil Sandford, Mondial 250 Bialbero                 |